# لبنى بنت الحباب
لبنى بنت الحباب (المتوفاة سنة 68 هـ الموافق 688 م،): هي صاحبة الشاعر قيس بن ذريح، ثم زوجته فمطلقته. له فيها شعر كثير تغنى به أشهر المغنين في عصرهما. لهما أخبار مشهورة في الحب. ماتت قبله فرثاها ومات بعدها بأيام.